# 西門町
西門町是位於臺灣臺北市萬華區的一個商圈，主要客源為年輕人和國際觀光客。西門徒步區街區發展促進會稱其為「西門町商圈」，指代以西門徒步區為中心，並由中華路、康定路、漢口街與成都路所圍起的區域。

## 名稱
西門町之名來自日治時期1922年設立臺北市時新劃分的行政區──西門町，範圍約為今日成都路周邊的「西門里」，由峨眉街、康定路、內江街、中華路圍起，但現今通稱為西門町的區域則更為廣大，還包括昔日新起町、若竹町、末廣町、壽町、築地町、濱町、元園町等町的範圍。今日西門町所涵蓋的部分區域仍延用「西門」、「新起」等舊名作為里名。西門町因流行文化盛行、充斥青年活力而被稱為「台灣的明洞」、「台北的澀谷」和「台北的原宿」，深受國際觀光客和年輕人喜愛。

## 歷史

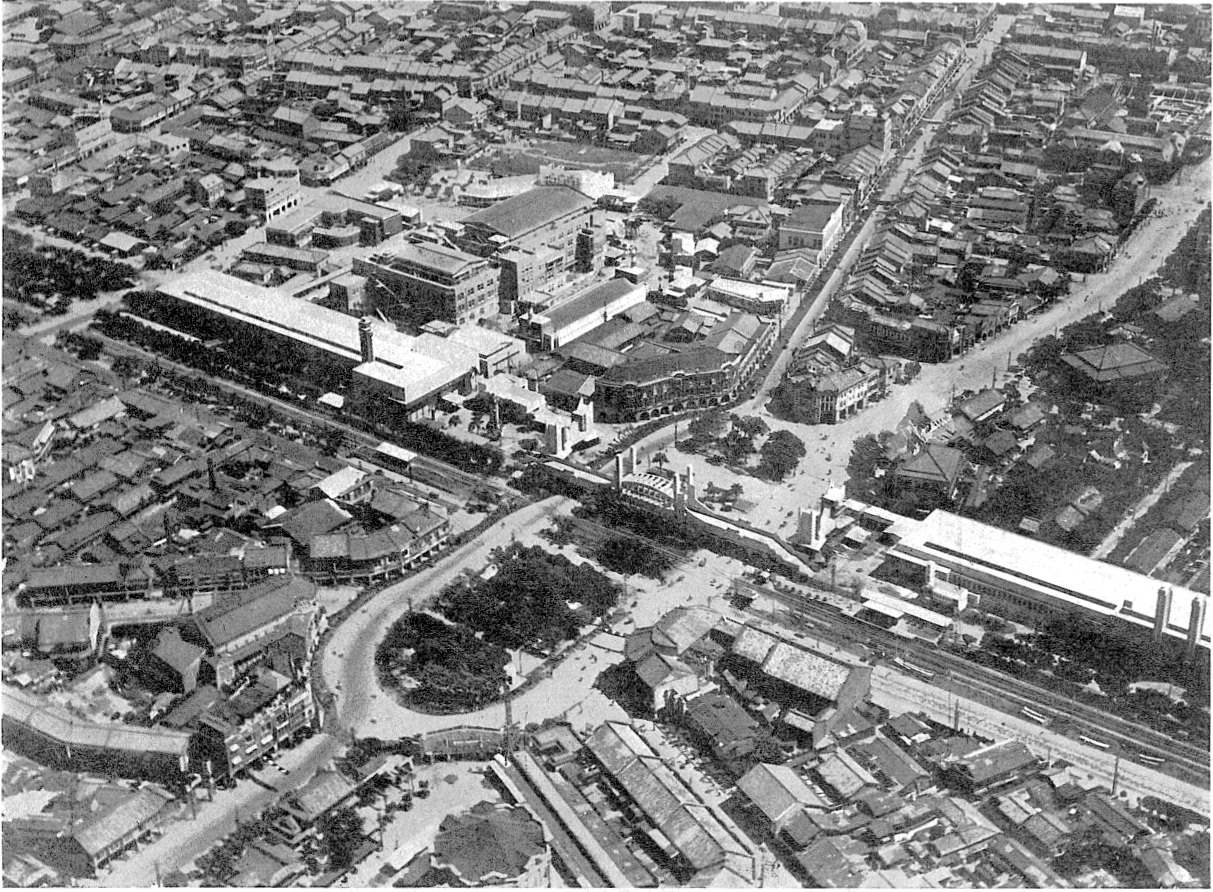
1935年始政四十周年記念臺灣博覽會時西門町一帶的景象
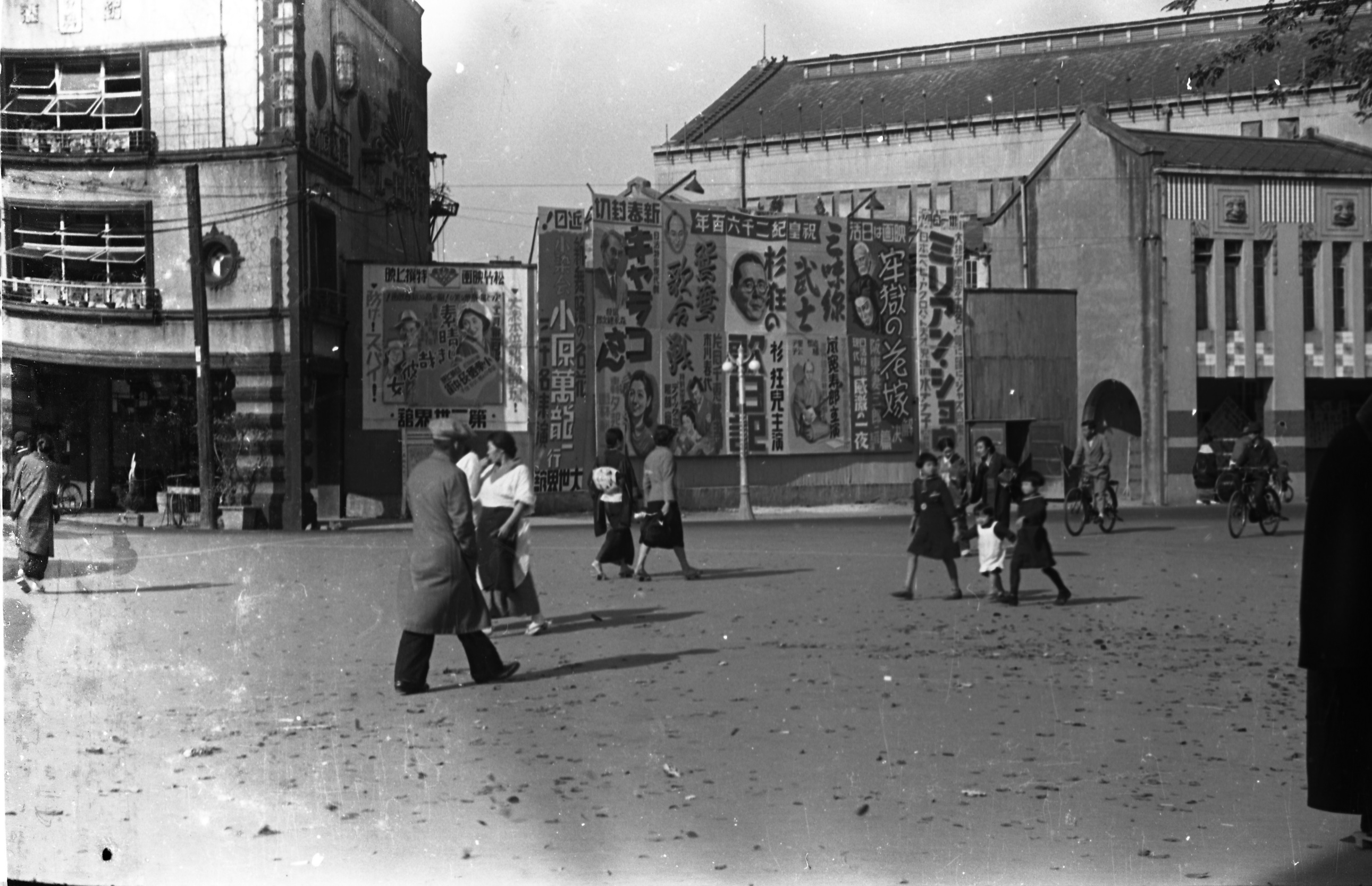
日治時期新世界劇場附近景象
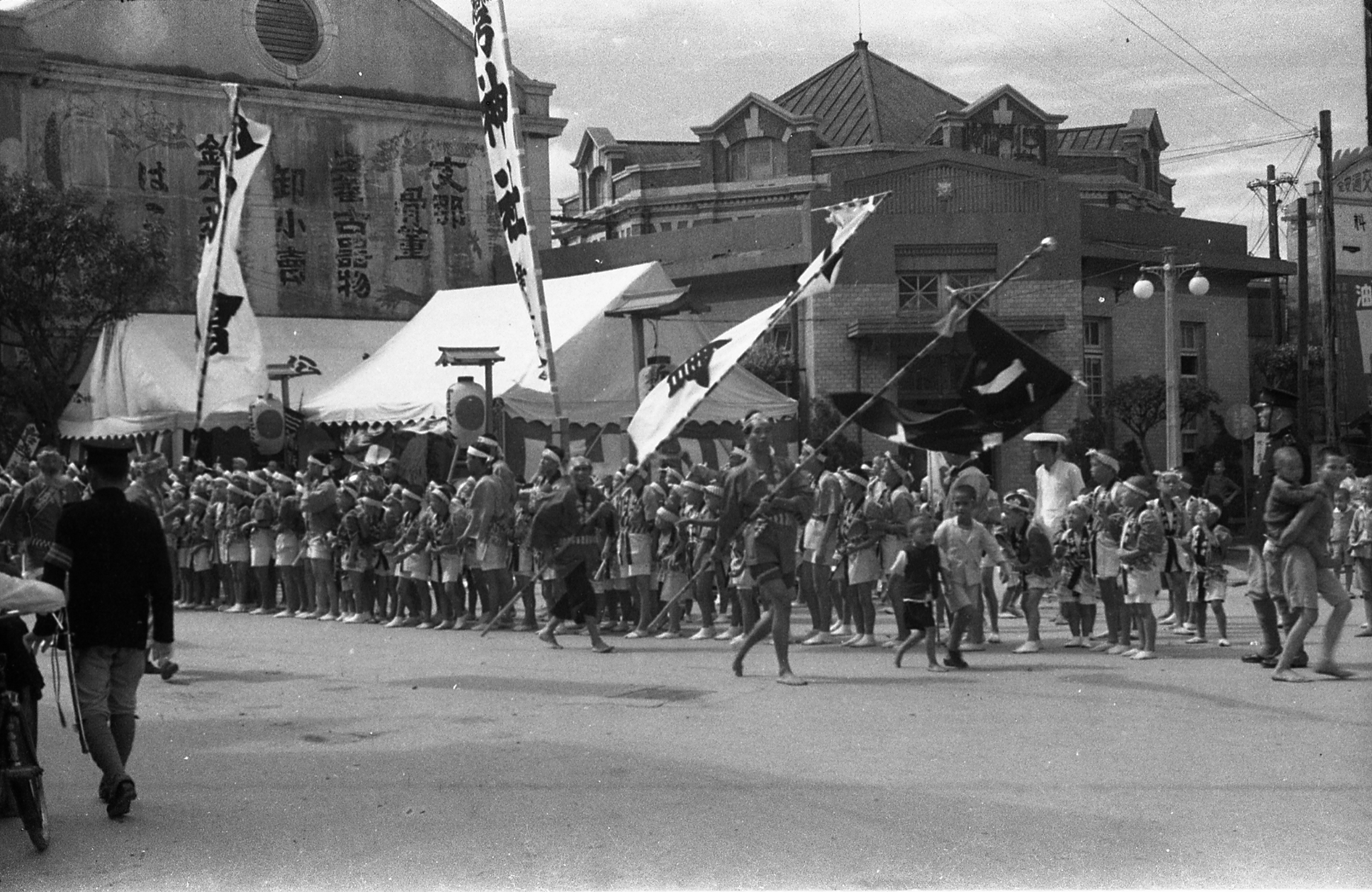
日治時期西門紅樓附近景象
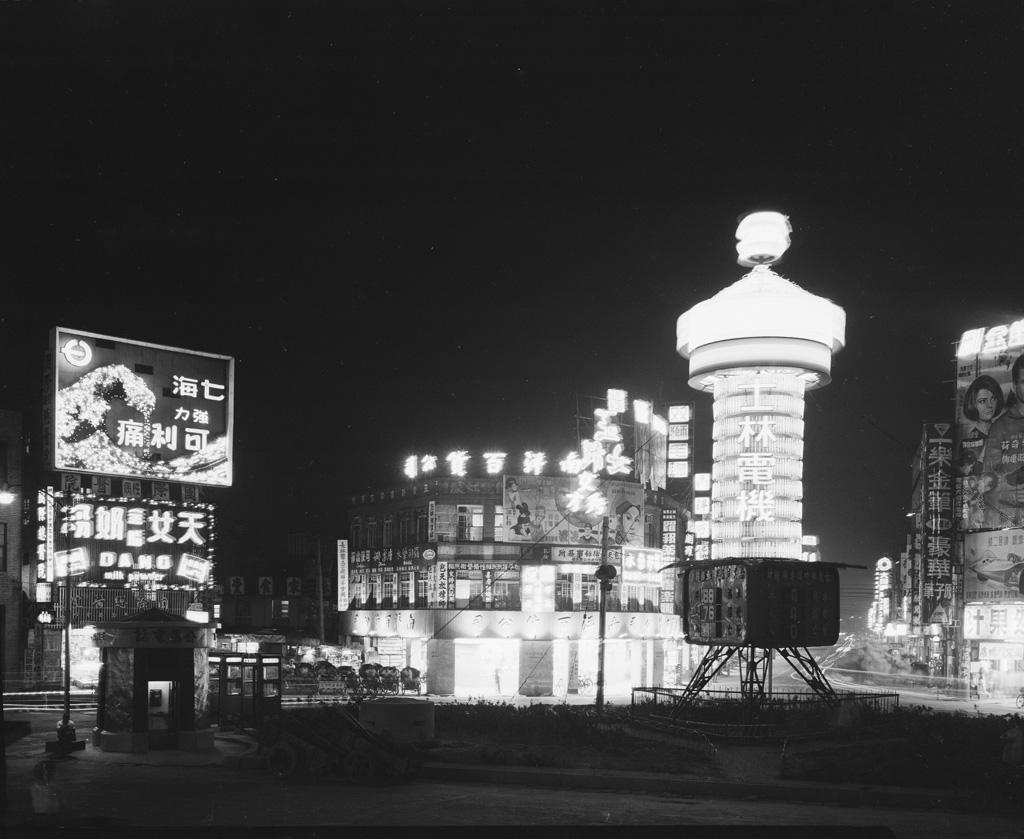
1966年，西門圓環的夜景
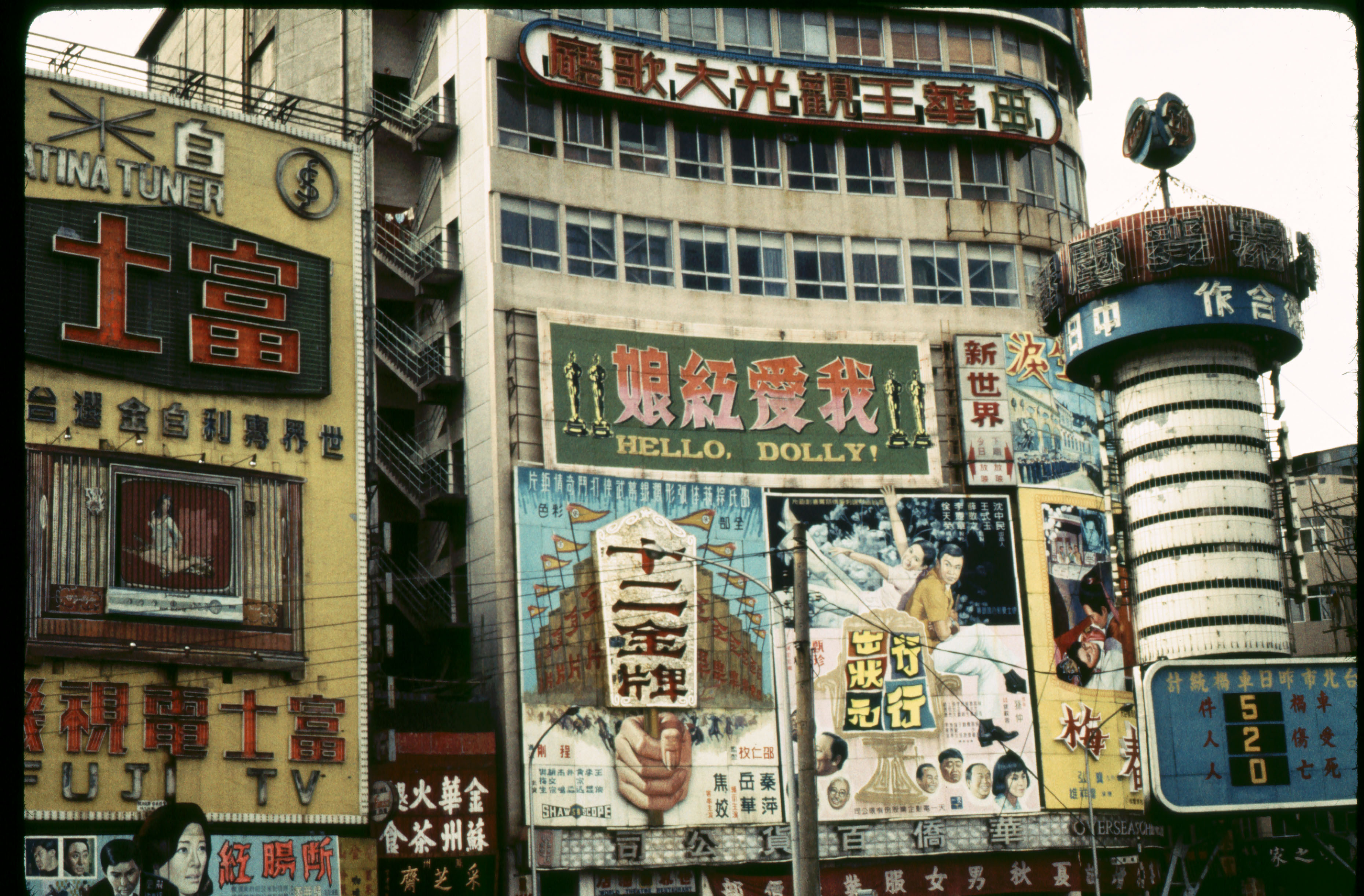
1970年代的西門町

### 緣起
西門町因為位於台北城的西門外而得名。廣義的西門町（西門次分區），在清治時期西側的淡水河邊先有江瀕街、將軍廟街、久壽街、竹巷尾街、布埔街、後菜園街等聚落，南側則有「新起街」連接臺北城內和艋舺的主街區，日治初期再有東側沿著城牆向西擴張的「西門外街」形成，位於中心的「西門徒步區」原為艋舺北邊的沼澤艋舺窪地，後來日本人決定仿效東京淺草區，在此設立休閒商業區。其中最早的娛樂設施為1895年的戲院東京亭、1897年新起橫街的臺北座（ Taihokuza）、1902年西門外街的榮座（ Sakaeza；現為新萬國商場）及1908年的八角堂（新起街市場，今西門紅樓）。而新世界館（現為H&M西門亞洲旗艦店、真善美戲院）旁的街道，稱為「片倉通」，有許多日本料理店。之後為了解決西門町河水氾濫及周邊衛生問題，從加蚋子的中崙、八張犁採土將剩餘窪地填平，並重劃市街成為日後的築地町。

### 興起

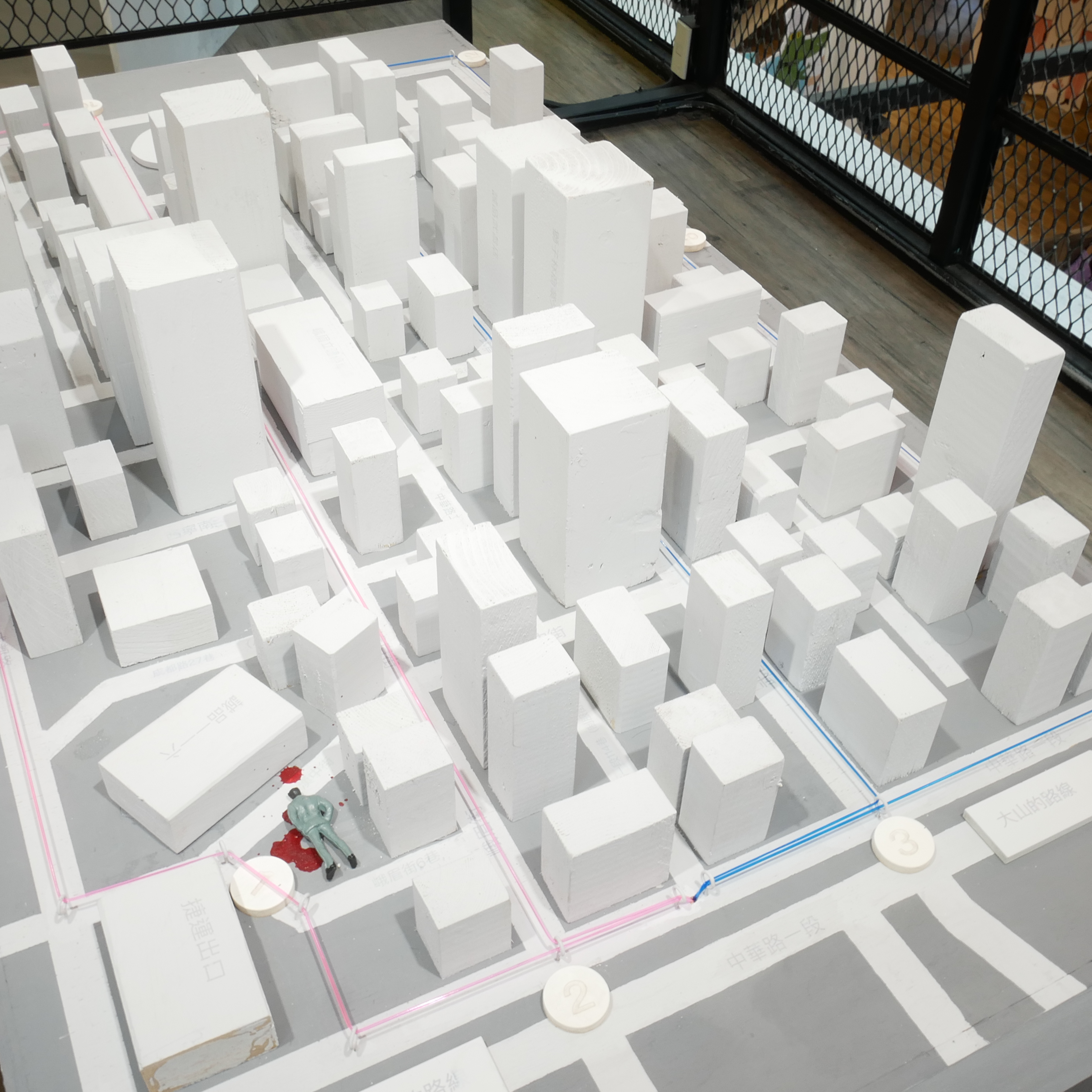
顏露華所製西門町模型

1920年代開始，西門町成為台北著名的「電影街」；更在1935年的始政四十周年記念臺灣博覽會第一會場的舉辦地點，到了1945年二戰結束進入臺灣戰後時期之後，榮景也繼續維持下去，1950年代起，許多戲院開始於西門町一代開設，僅武昌街二段就連開了十多家戲院，其盛況自此可見一斑。在1950年代，當時針對由中國大陸來台的軍官、軍眷，模仿上海歌廳的紅包場形式也設立於漢口街、峨嵋街、西寧南路一帶，西門町與鄰近的中華商場為長期代表臺北最繁華的娛樂流行聖地，武昌街二段更是其中最精華昂貴的路段，附近也有一些初具規模的百貨公司接連開幕（如臺灣首間大型百貨公司「第一百貨」）。
隨著捷運西門站通車、中華路林蔭大道闢建，西門町特色商圈的建立，以及西門町是台北市第一條指標性的行人徒步區，因此持續吸引大量國際觀光客和年輕人前來西門町。在西門町，每天都有演唱會、簽唱會、唱片首賣會登場，各種電影宣傳、街頭表演等等活動也非常普遍。目前西門町有30家以上的電影院，在台北要看首輪電影，西門町都找得著，而各種商店則超過10000間。

### 現代
西門町是青少年流行文化、流行舞蹈的聖地，同時也是國際觀光客必定會造訪之著名旅遊景點，西門町亦有台北的澀谷與台北的原宿之美稱。除了獨立的街邊商店之外，這類商店也特別集中於區域內幾棟專門的集合商業建築裡面，其中較著名的有新世界大樓、萬年商業大樓、獅子林商業大樓、西門新宿等。

## 觀光景點

### 假日市集
- 西門町創意市集：每逢假日都會在西門町舉行，販售各類文創商品。

### 電影院
- 樂聲影城
- 台北真善美劇院
- 台北國賓大戲院
- 台北獅子林新光影城
- 台北西門威秀影城
- 台北西門in89豪華數位影城
- 喜樂時代影城台北今日店

### 特色街道

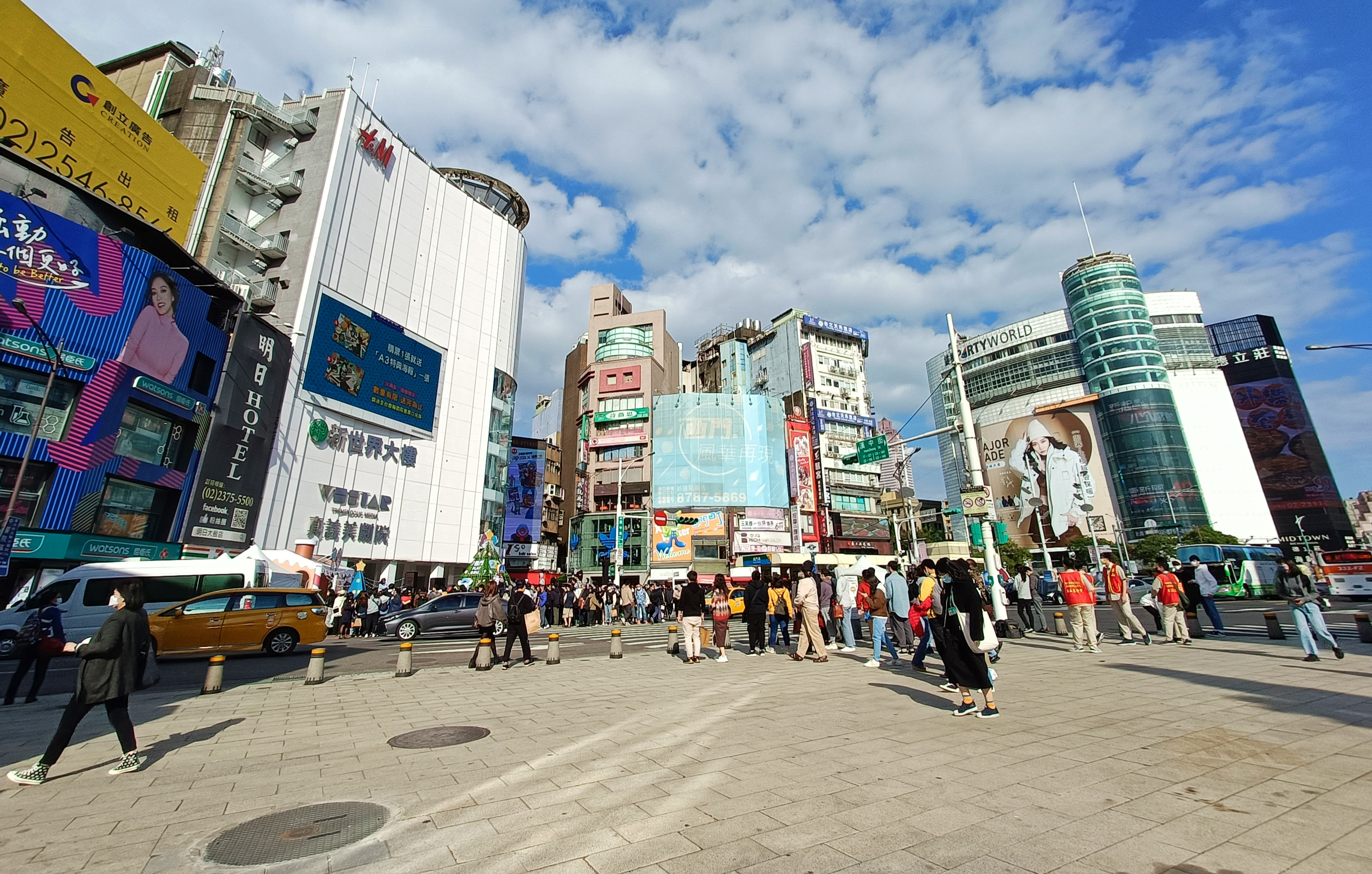
西門町的漢中街、成都路口，也是通往西門徒步區的主要入口
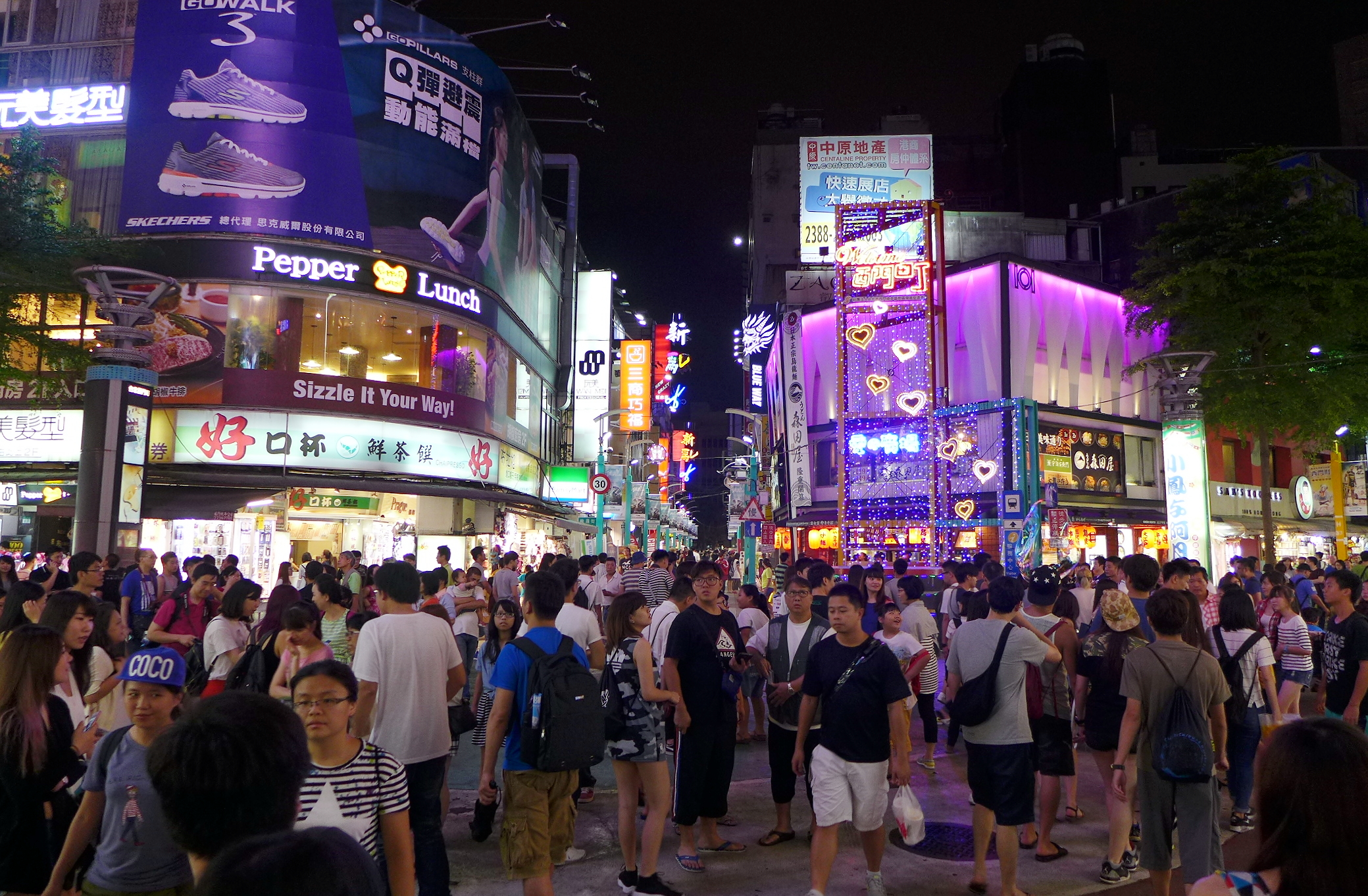
西門町愛之廣場夜景
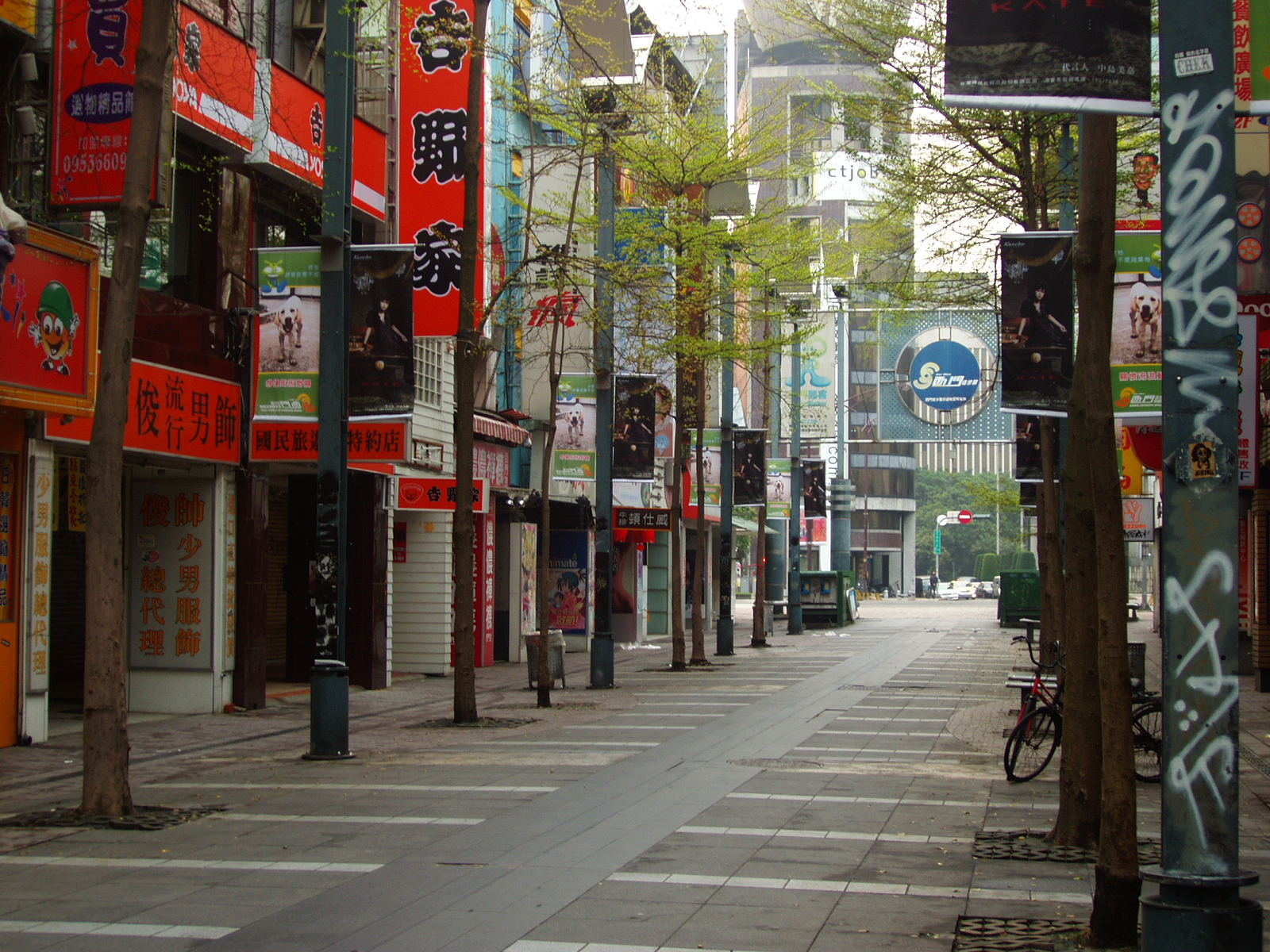
清晨無人時段的武昌街二段

- 電影街：位於武昌街二段，至今仍存在的戲院有樂聲影城、in89豪華數位影城；有時電影首映會會選在本地舉辦。
- 美國街：由武昌街二段120巷、昆明街74巷、昆明街96巷、漢口街二段90巷組成；開設了許多販售美式服飾、配件的潮流衣飾店；牆壁或商店鐵門上有塗鴉藝術為其特色。
- 紋身街：位於漢中街50巷。
- 川菜街：位於康定路25巷，聚集了數家老字號川菜客飯小館。

### 小吃
西門町也有獨特的著名小吃，例如：中華路上的鴨肉扁、峨嵋街的阿宗麵線、開封街的賽門甜不辣，成都路上的上海老天祿、成都楊桃冰與蜂大咖啡、漢口街的楊記花生玉米冰、昆明街的宏益水晶餃、洛陽街的牛肉麵，加上許多日式餐廳（例如峨嵋街的美觀園、大車輪火車壽司）及傳承中國大陸口味的各式外省餐廳，將老臺北人及新臺北人的味覺搭起了傳承的橋樑。

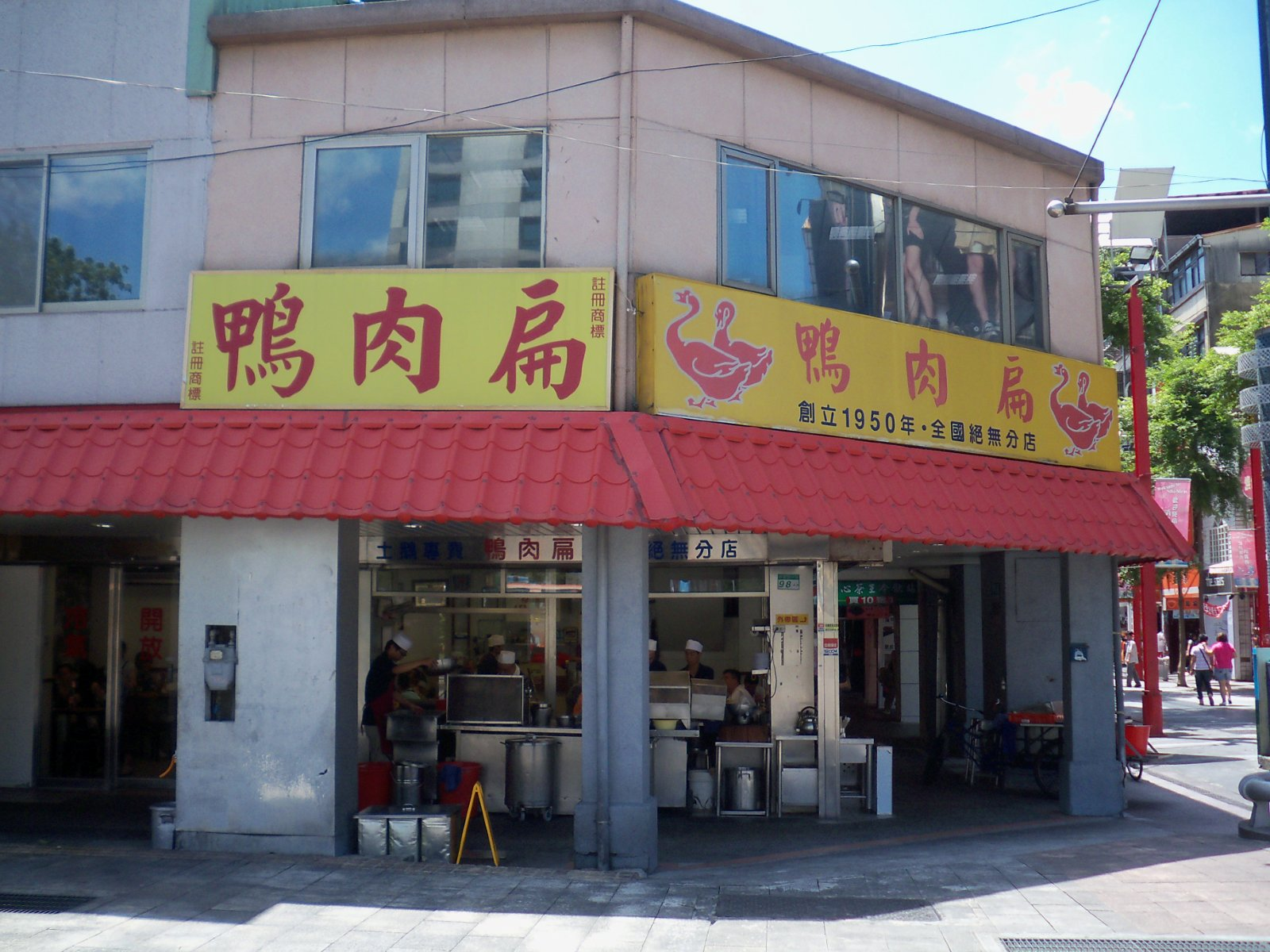
鴨肉扁
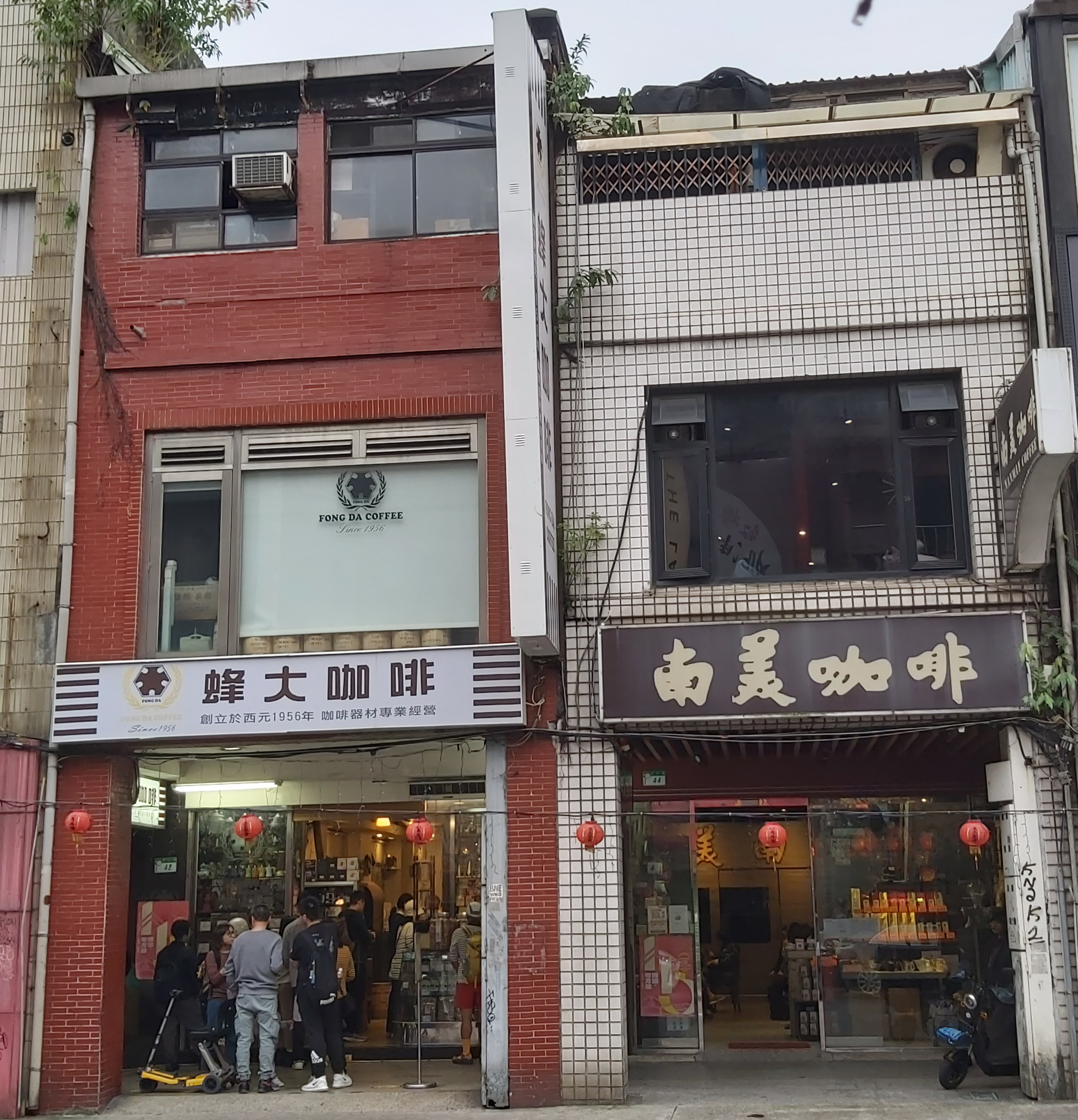
同時於1956年創業且比鄰的「蜂大咖啡」與「南美咖啡」
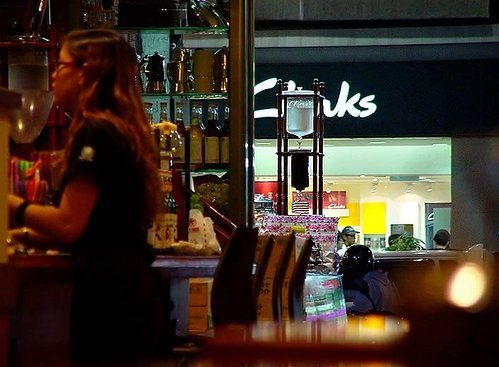
百年老店蜂蜜咖啡 （蜂大咖啡）
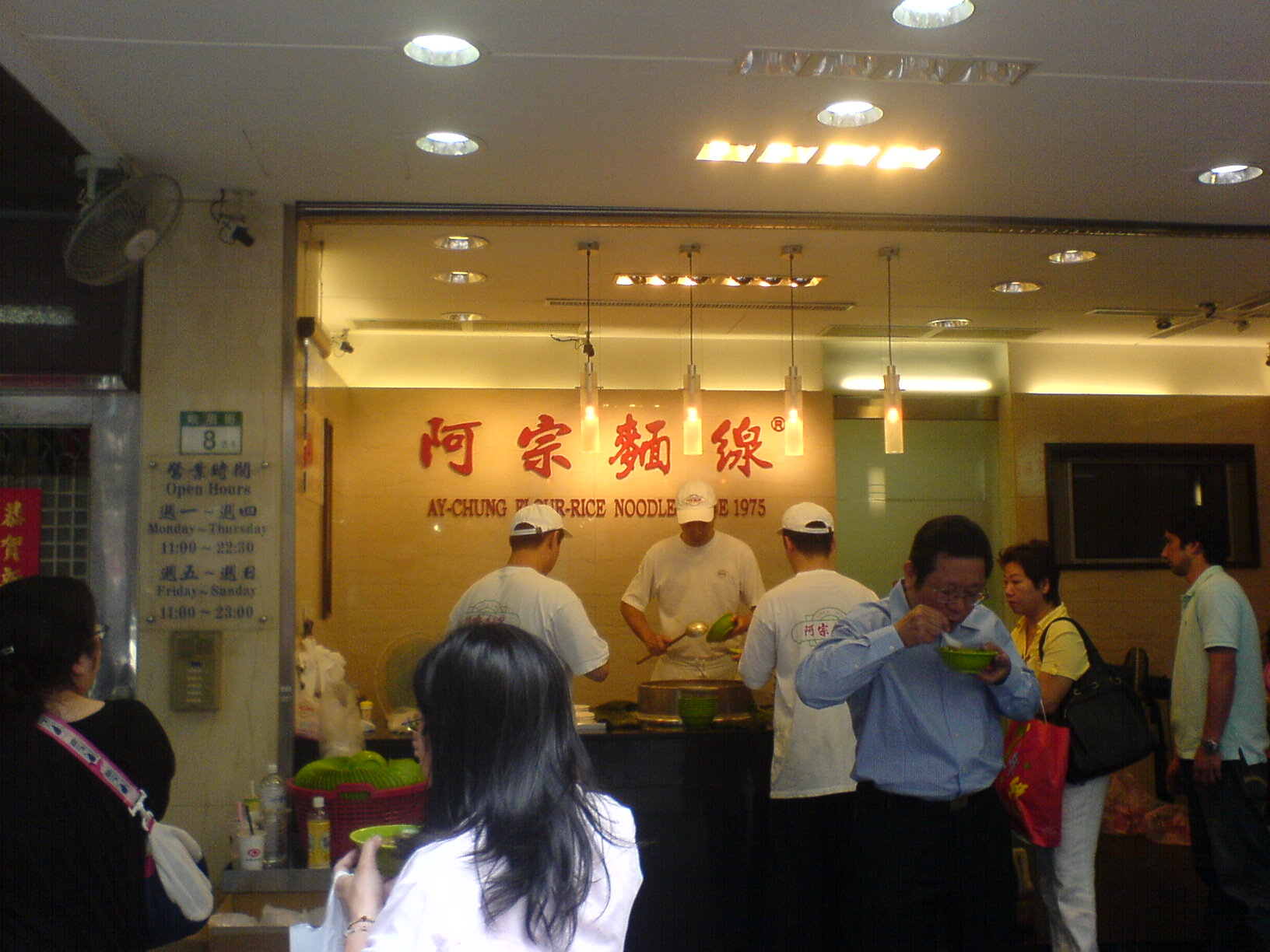
阿宗麵線
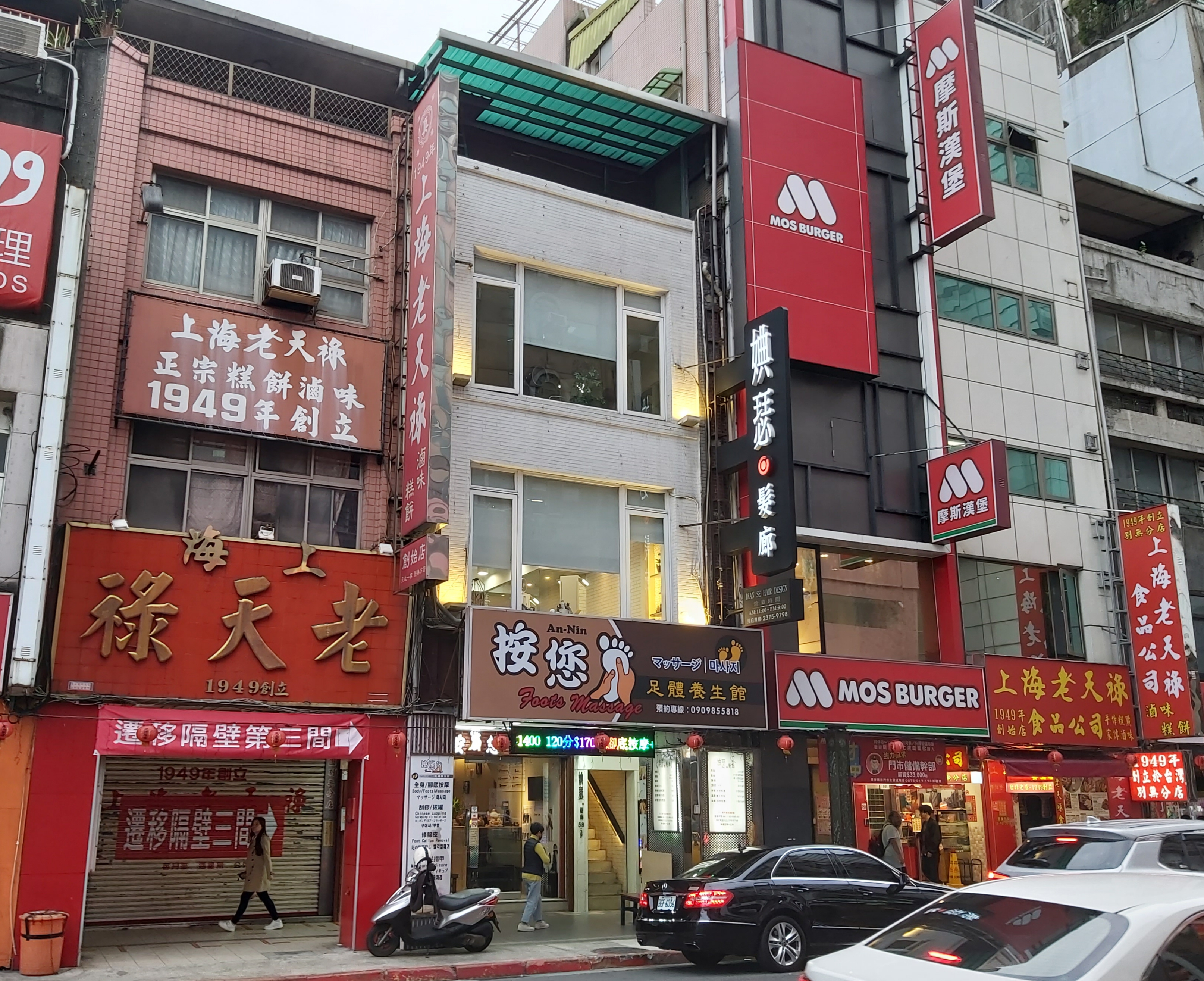
上海老天祿於成都路上的舊、新店鋪
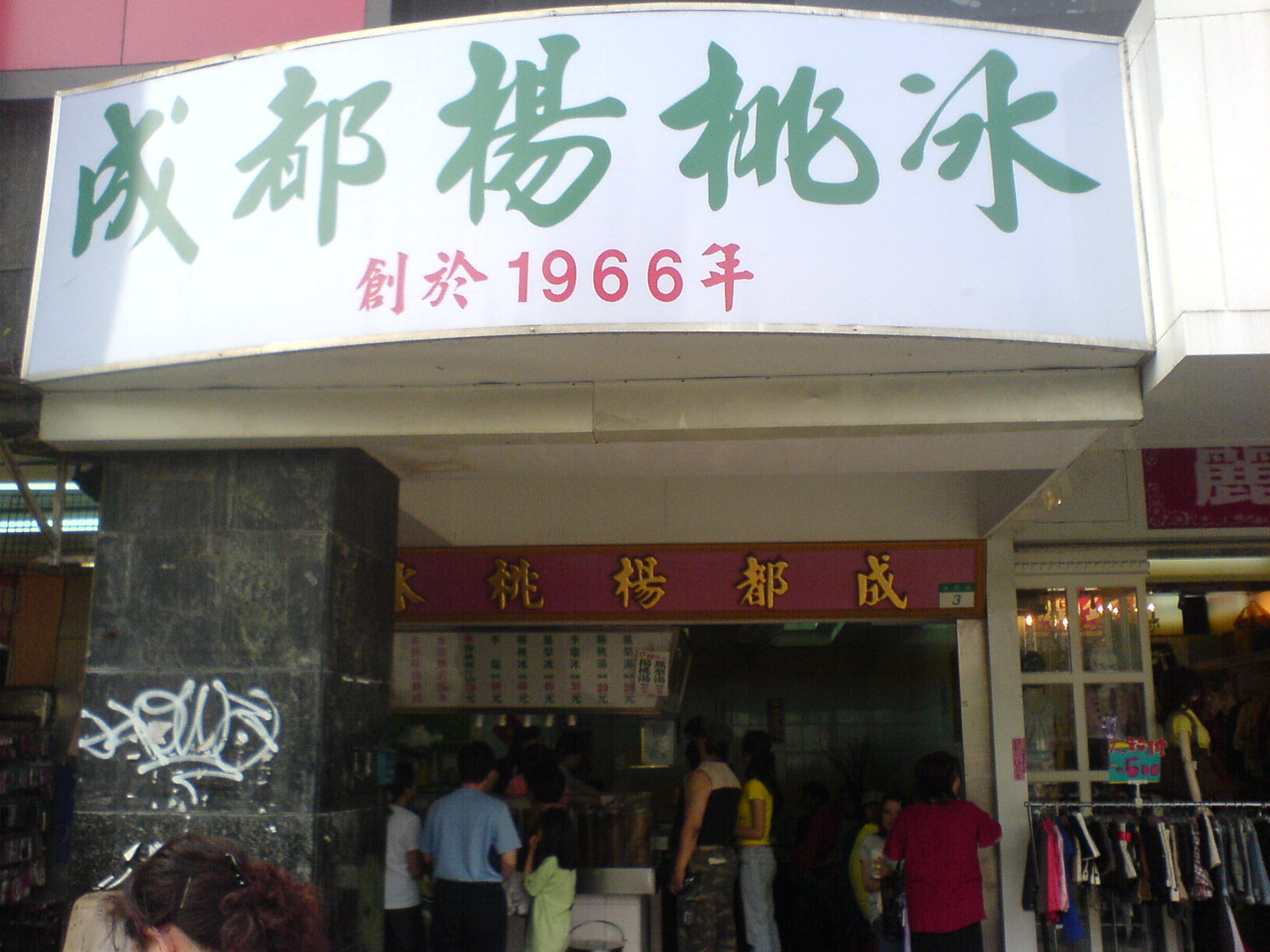
數十年老店成都楊桃冰
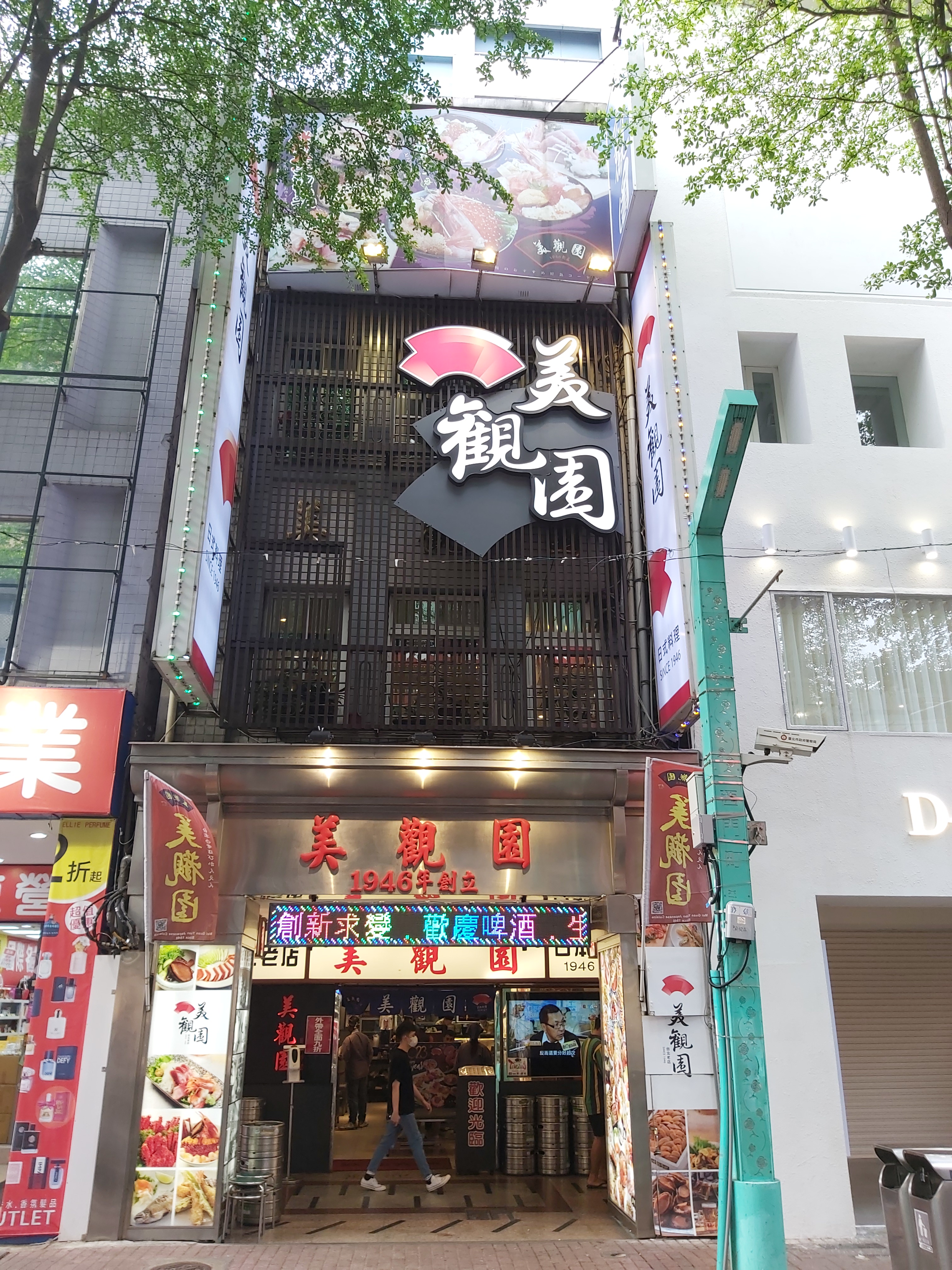
美觀園
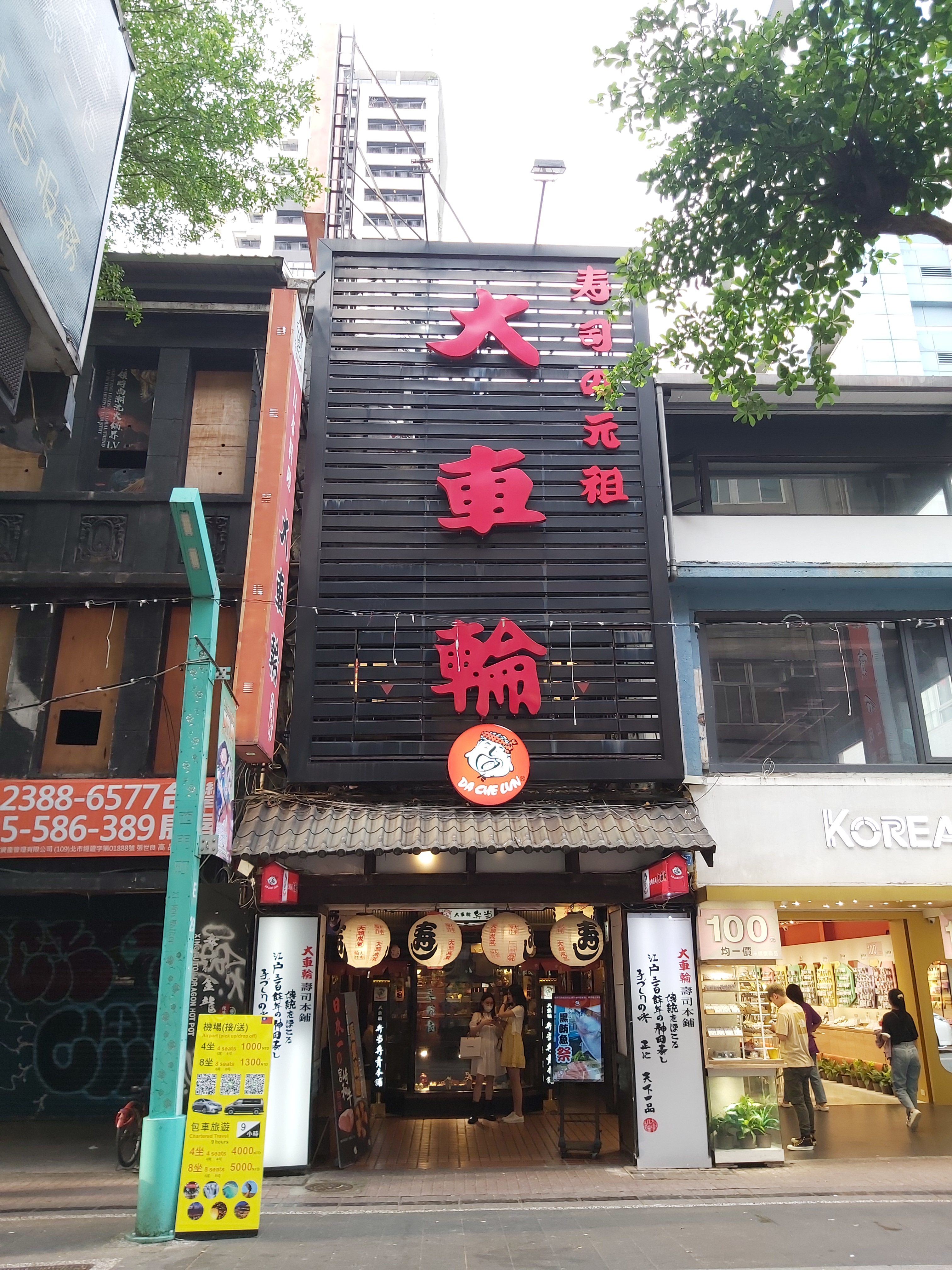
大車輪火車壽司

### 名勝古蹟

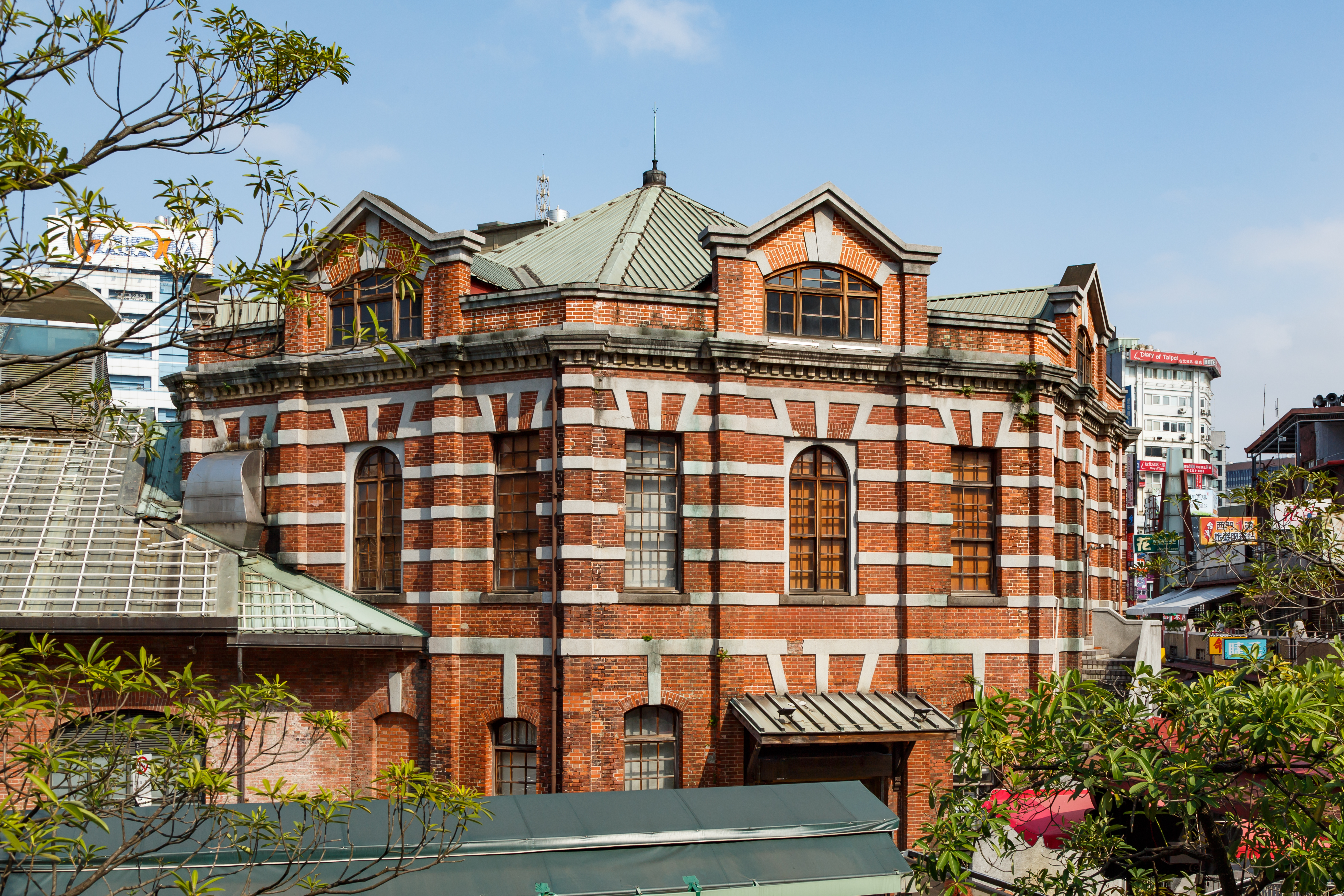
西門紅樓
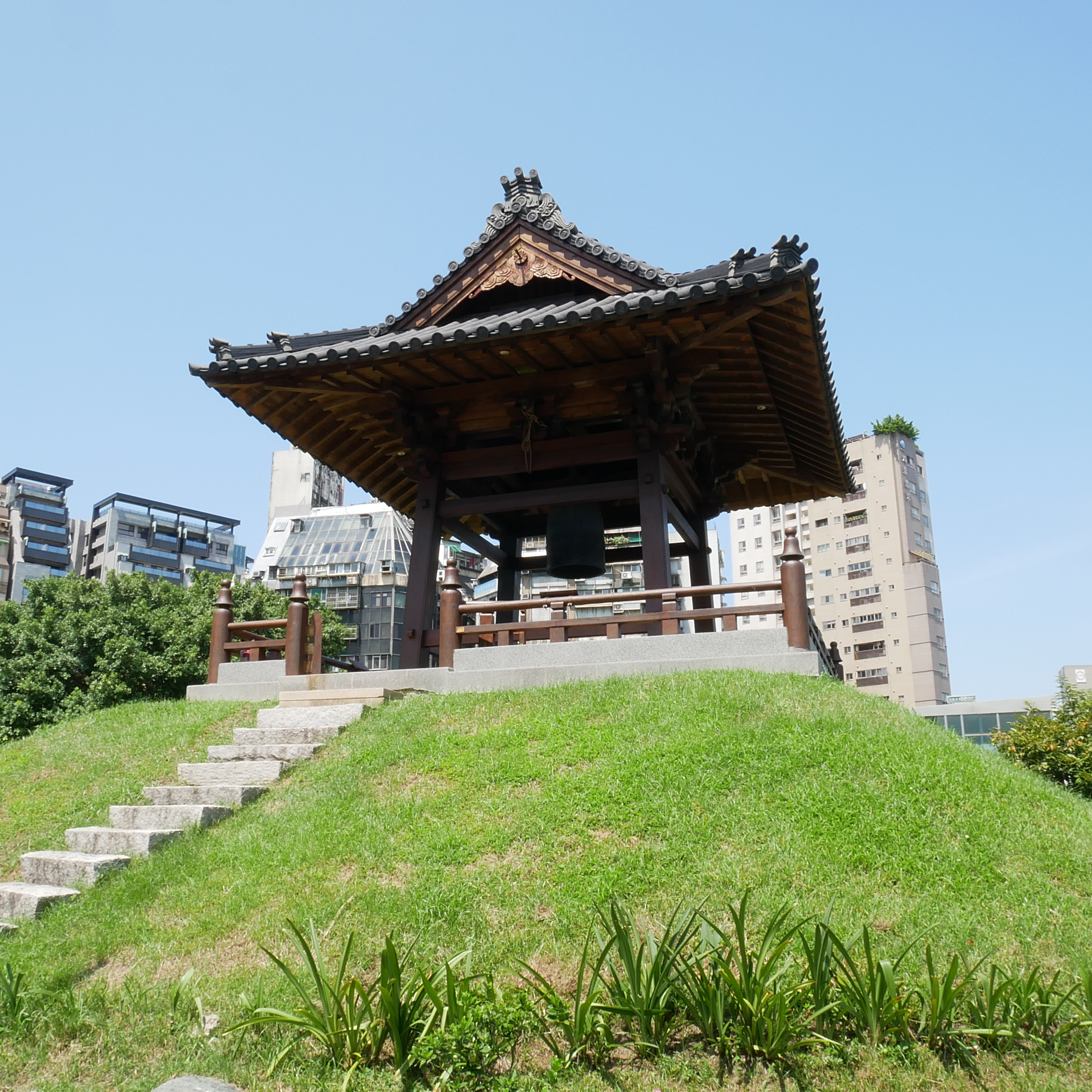
西本願寺鐘樓
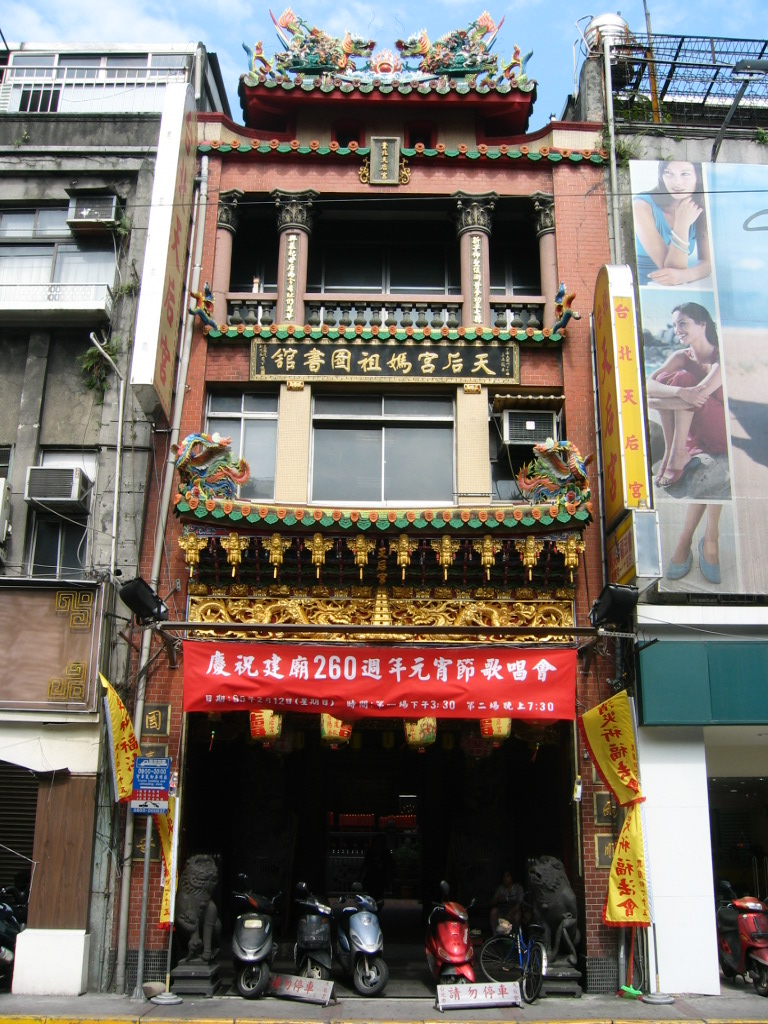
台北天后宮

- 西門紅樓：臺北市定三級古蹟。
- 台北晉德宮：建於1862年（清同治元年），主祀助順將軍，市定古蹟，當地角頭大廟。位於康定路上，木結構具對場作，為西門町主要信仰廟宇。
- 台北天后宮：原日本真言宗的弘法寺。二次大戰後，入奉艋舺新興宮媽祖，後來又改名為台北天后宮，俗稱西門町媽祖廟。
- 慈雲寺：建於1840年（清道光20年），市定古蹟，位於漢口街。
- 西本願寺：市定古蹟。
- 寶成門：1905年被拆除，2014年於西門舊址的北方建立裝置藝術品─西門印象。

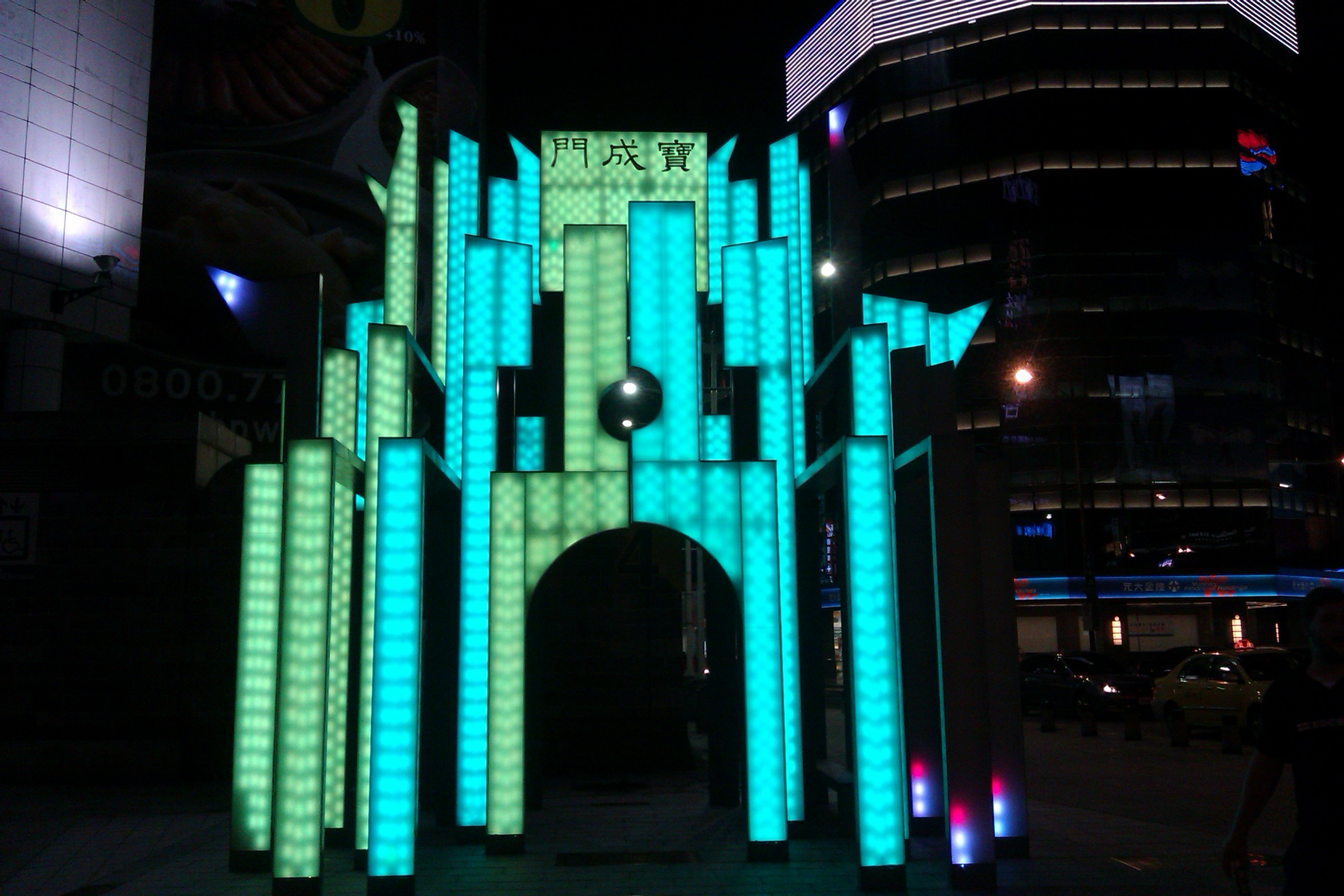
西門印象（夜）2014年
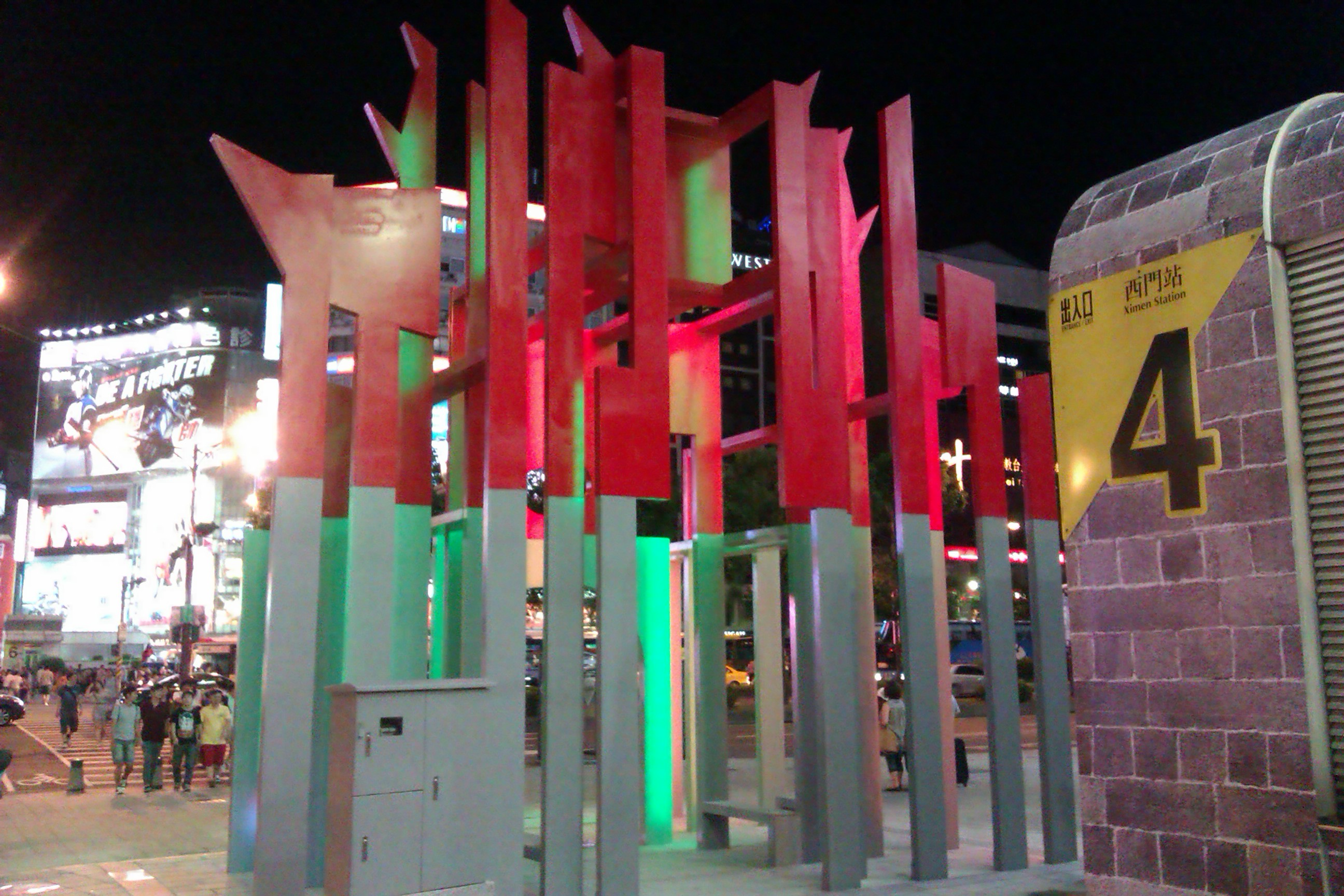
西門印象（日）2014年
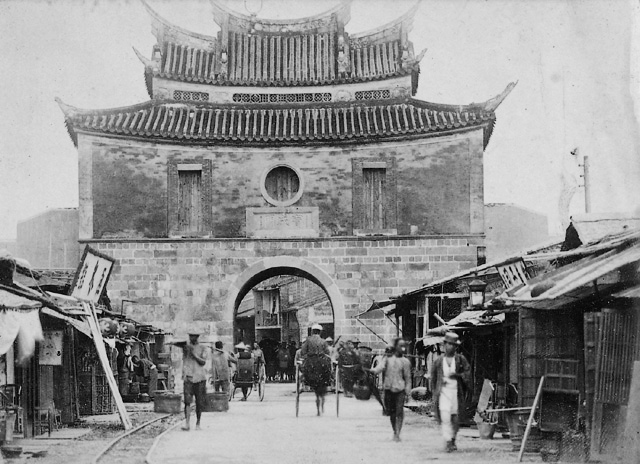
寶成門（原貌）1905年

#### 過往景點
- 台北稻荷神社：西門市場旁，戰後拆除。
- 東本願寺：位於西寧南路上，戰後拆除，拆除後成為今日的獅子林新光商業大樓與誠品武昌店。
- 弘法寺：現為西門町媽祖廟，左側殿祀奉弘法大師。
- 中華商場：位於中華路上，因建設捷運而拆除。
- 臺北座（ Taihokuza）
- 榮座（ Sakaeza）：現為新萬國商場。
- 新世界館：今新世界大樓 [11]。

## 事件

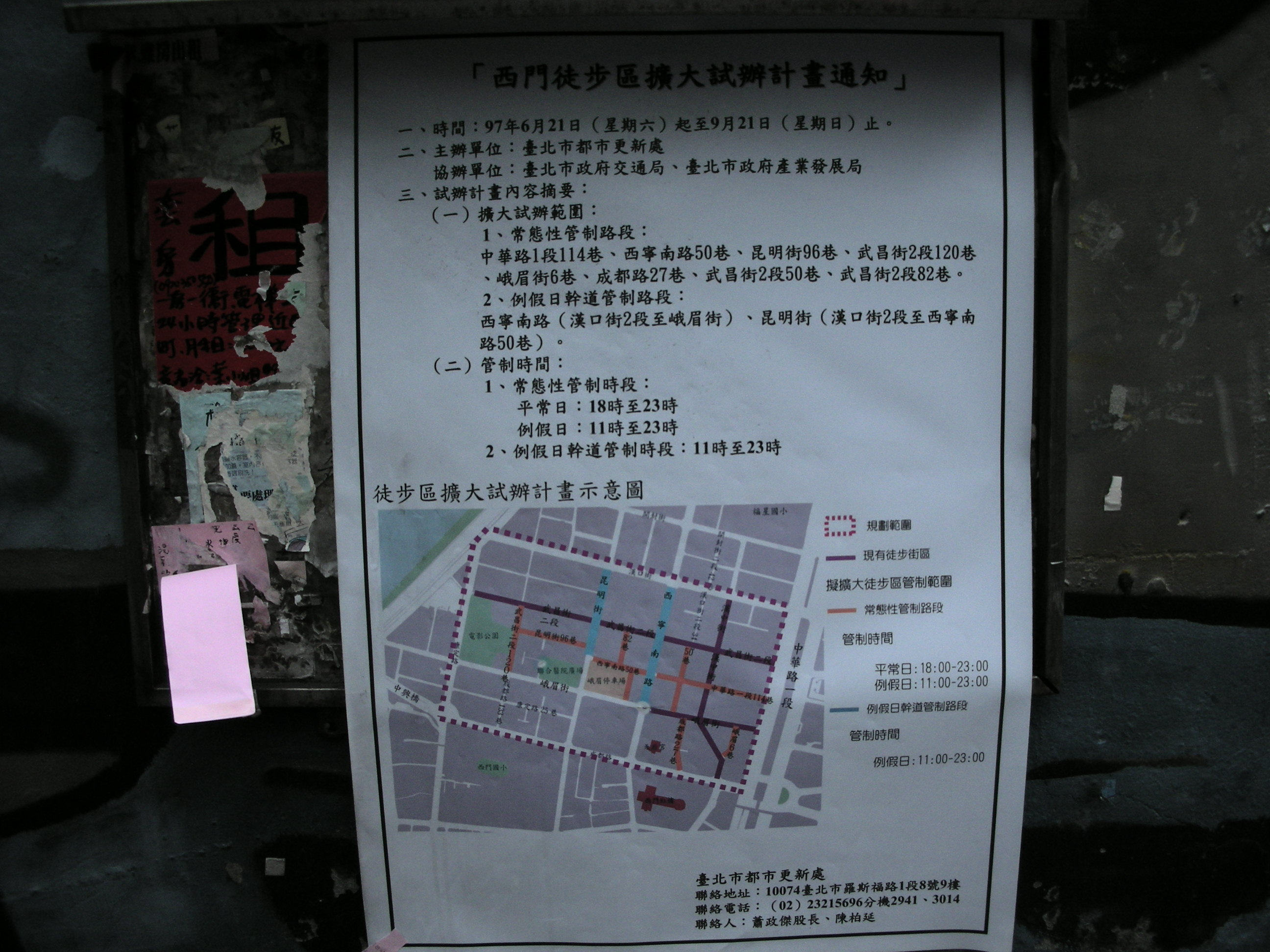
臺北市都市更新處「西門徒步區擴大試辦計畫通知」

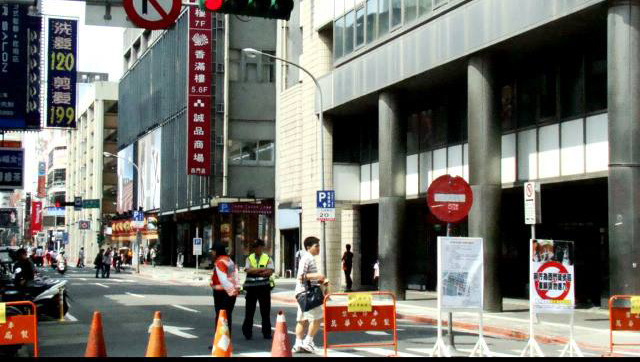
西門町擴大徒步區的亂象

### 西門徒步區擴大試辦計畫
2008年6月初，臺北市都市更新處處長邊子樹在未充分溝通的情況之下，逕自推出6月21日起至9月21日止的「西門徒步區擴大試辦計畫」，將兩條唯一能南北通行的單行道在週六、周日的時間列入徒步區範圍。此舉馬上造成南北線交通堵死，而捷運和公車等大眾運輸也沒有配套措施。幾乎所有的店家和遊客都受到嚴重影響，百貨業者幾乎是少了五成，小吃、攤販等等也至少掉了三成以上。而且為了因應民意，每周的交通政策都在改變，尤其是路邊機車被莫名拖吊更是每周發生。直到在地店家和民眾進行串聯，以及台北市議員李慶鋒介入關心之後，臺北市都市更新處宣布無限期停止擴大徒步區的政策。

### 中國大陸官媒廣告事件
位于西门町汉中街116号8楼的一处大螢幕2018年1月2日播放了一支15秒广告，宣传由中国大陆官媒中央电视台即将播出的新节目《信·中国》，该节目内容是由60多位明星朗读中国共产党建党以来党员写下的信件。这是央视第一次在台湾打出宣传广告，随即台湾掀起轩然大波。媒体《自由时报》用“侵门踏户”当标题，认为央视的广告有“统战”嫌疑。行政院大陆委员会发言人邱垂正1月4号表示：“中国大陆相关广告必须要经过许可依据，才能在台做播放，同时相关广告活动内容，不得为中共从事具有任何政治性目的之宣传，或违背现行大陆政策或政府法令。”根据《两岸关系条例》第三十四条及相关许可办法规定，央视节目是未经许可，所以相关的广告涉及违法，有关机关已经联系上广告业者，广告业者也已经停止播放。台北市长柯文哲对此则表示，“不太可能他们要登广告完全禁止，但是应该要平等，要平等、尊严，你要在这里登广告，我们台湾也可以去大陆登广告。”

## 流行文化
以西門町為背景的電影：
- 《超級公民》
- 《六號出口》
- 《西門町》

## 外部連結
- 西門町 （页面存档备份，存于）
- 西門町商圈 交通部觀光署 （页面存档备份，存于）
- 西門町的Facebook專頁

25°02′34″N 121°30′27″E / 25.042643°N 121.507539°E